# Brede stekelvaren
De brede stekelvaren (Dryopteris dilatata) is een overblijvende varen uit de niervarenfamilie (Dryopteridaceae). De soort is vooral te vinden in bossen op vrij vochtige tot droge, matig voedselrijke grond.

## Beschrijving
De plant heeft een dikke, rechtopstaande wortelstok waaruit regelmatige, trechtervormige bundels bladeren groeien. De wortelstok is soms vertakt zodat een aantal van zulke bundels in een groepje staat. De bladeren worden 40-100(-150) cm lang en doorgaans 15-30cm breed, hebben een minder lange bladsteel en blijven gewoonlijk groen gedurende de winter. Ze zijn donkergroen, breed-driehoekig eirond tot langwerpig en tot drie- à viervoudig geveerd. De uiterste segmenten staan bol naar boven. De steel is dicht bezet met bruine schubben met een duidelijke, zwartbruine kern. De sori zijn circa 1 mm in doorsnede en het indusium draagt meestal gele klieren aan de rand. De plant is vaak van een afstand herkenbaar aan de naar buiten overhangende bladtop.
Microscopische kenmerken
Het sporangium (sporendoosje) heeft een annulus (een verticale lijn van bijzondere, verdikte cellen van de sporangiumsteel tot de top, die een rol speelt bij het openen van het sporendoosje) met en bovenaan zeven tot twaalf verdikte cellen en onderaan twee of drie onverdikte cellen.

## Ecologie
De brede stekelvaren is een schaduw-tolerante soort die voorkomt in loof- en naaldbossen op vrij vochtige tot droge, matig voedselrijke grond. Hij vermijdt al te natte grond, maar komt vaak in grote massa voor aan de drogere randen van natte bossen. Buiten het bos komt hij weinig voor, op kapvlaktes, duinhellingen, basaltglooiingen en (zelden) op muren. Ook is de plant te vinden op beschaduwde plaatsen langs beken en greppels. In zeldzame gevallen groeit hij epifytisch op bomen met ruwe schors, zoals op de stam van Douglasspar.
Beschaduwing beïnvloedt de groeisnelheid weinig; wel past de plant zich aan aan weinig licht door het vormen van dunnere en grotere bladeren met relatief langere bladstelen. Wel
wordt er onder gunstige (lichte) groeiomstandigheden veel meer resevervoedsel opgeslagen in de dikke wortelstok.
Soms vormt de wortelstok lange, kruipende uitlopers waaraan nieuwe kronen worden gevormd. Evenwel, de soort vormt grote hoeveelheden sporen waarvan er veel ook tot jonge planten uitgroeien en daarom wordt de seksuele en niet de vegetatieve voortplanting gezien als de belangrijkste manier van verspreiding.
Op lichte, drogere groeiplaatsen wordt de brede stekelvaren verdrongen door de adelaarsvaren.
De brede stekelvaren heeft vaak een arbusculaire mycorrhiza.

## Voorkomen
De brede stekelvaren komt voor in gematigde streken van het noordelijk halfrond, van Noord-Amerika via Europa tot in Siberië. In België komt de soort algemeen voor op zandgronden, maar is deze zeldzamer in het noordelijk deel van het kustgebied. In Nederland is dit de meest voorkomende varensoort.

## Gelijkende soorten
De jonge exemplaren van brede stekelvaren lijkt zeer sterk op zijn verwant de smalle stekelvaren. In bossen komen beide soorten op dezelfde standplaatsen naast elkaar voor.
De bladen van de smalle stekelvaren zijn meestal smaller en ijler, de kleur lichter, de steel langer. De bladen zijn meestal wat stijver, die van de brede stekelvaren hangen over. Maar deze kenmerken zijn alleen duidelijk bij volgroeide exemplaren. Het meest onderscheidende kenmerk is de licht-beschubde bladsteel met eenkleurige schubben van de smalle stekelvaren tegenover de dichtbeschubde bladsteel met tweekleurige schubben van de brede stekelvaren. De brede stekelvaren heeft klieren vaak klieren op de bladdelen en het indusium.

## Verwantschap
De brede stekelvaren is een allotetraploïde soort, ontstaan uit een kruising tussen Dryopteris azorica en Dryopteris expansa. De eerste oudersoort is een zeer nauwe verwant van de Noord-Amerikaanse Dryopteris intermedia, een van de oudersoorten van de smalle stekelvaren: dit verklaart waarom zij zoveel op elkaar lijken.
Ook Dryopteris expansa is erg moeilijk met zekerheid van de brede stekelvaren te onderscheiden.
Er zijn bastaarden gevonden van de smalle stekelvaren met vijf andere soorten, waaronder de smalle stekelvaren (=D. ×deweveri).

## Eigenschappen
De plant bevat floroglucinolen en flavonoïden. De meeste floroglucinolen hebben een wormafdrijvende werking vandaar de Duitse naam "Wurmfarn").
Het nuttigen van de verse plant moet worden ontraden, omdat zij het enzym thiaminase bevat, wat bij veelvuldig gebruik gezondheidsproblemen kan veroorzaken door thiaminegebrek. Dit verhindert niet dat edelherten ze graag eten.

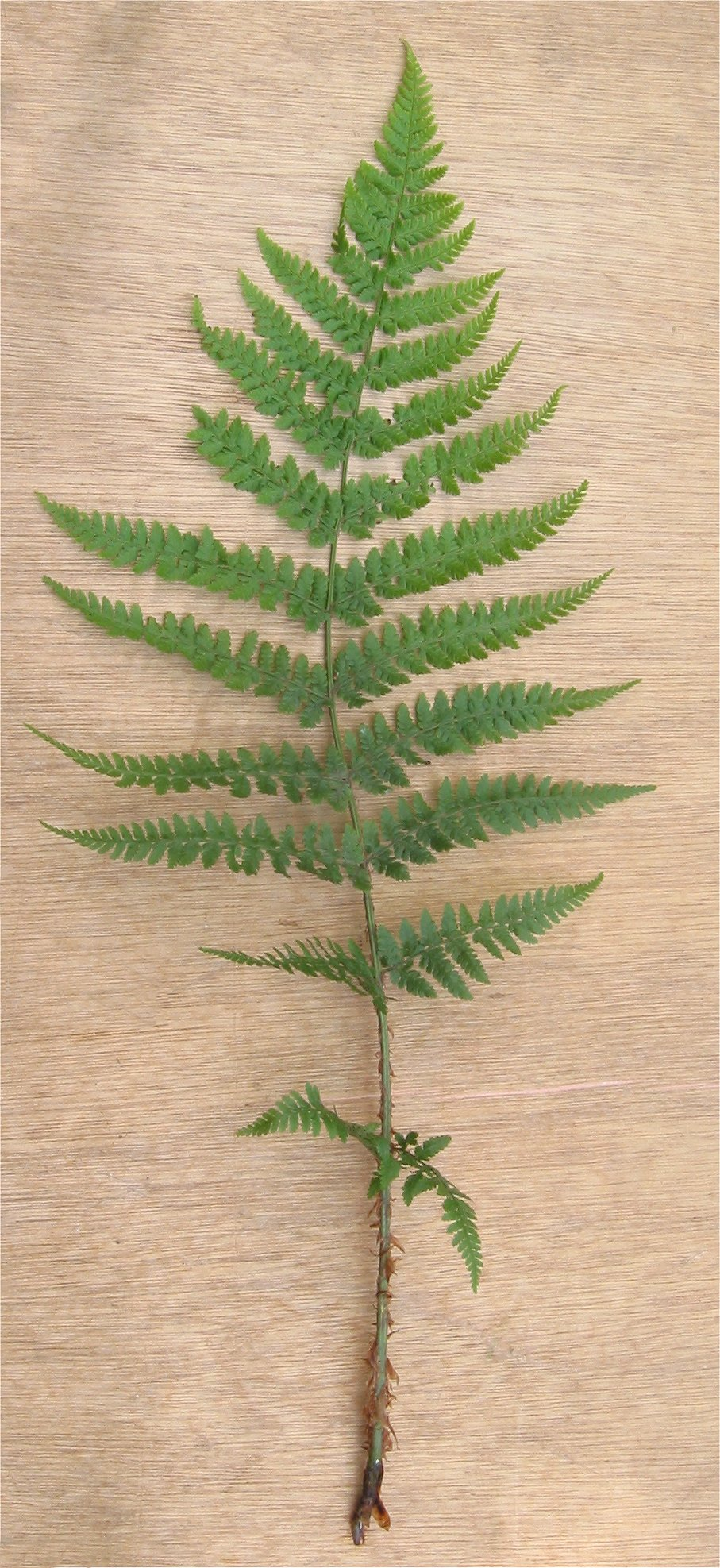
Blad
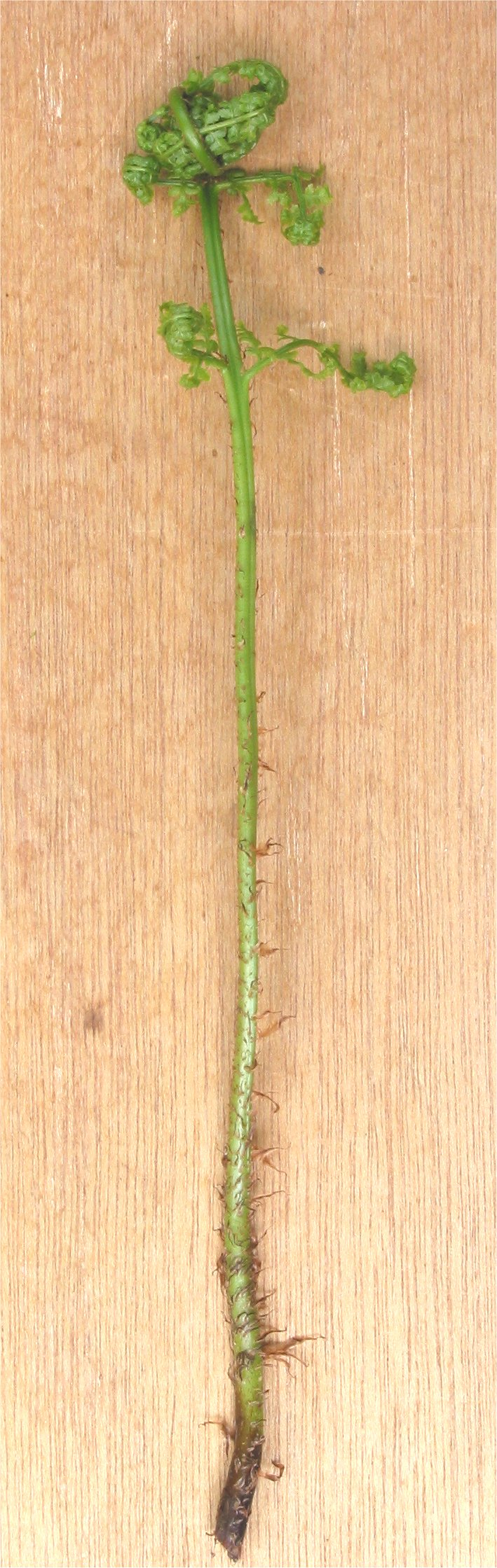
Jonge bladeren
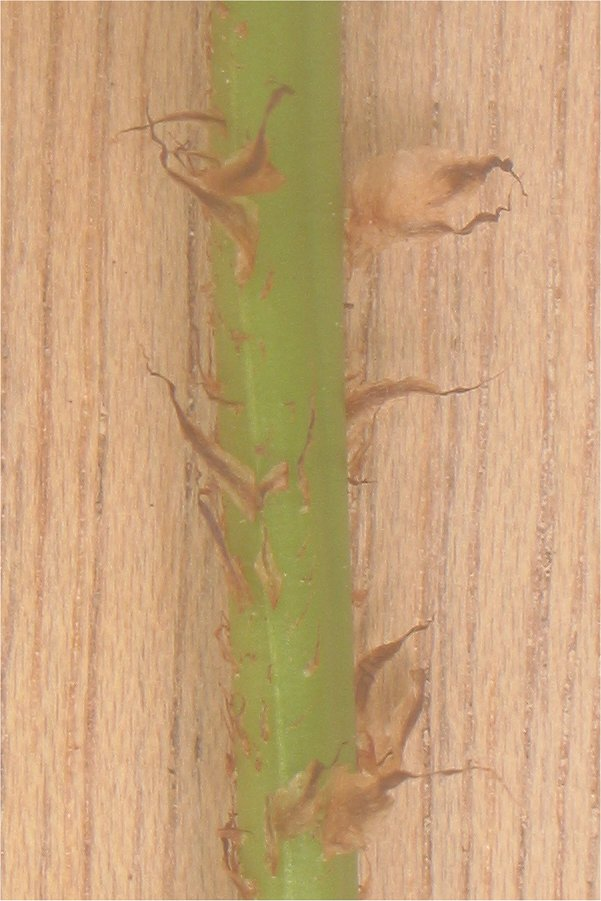
Schubben op bladsteel
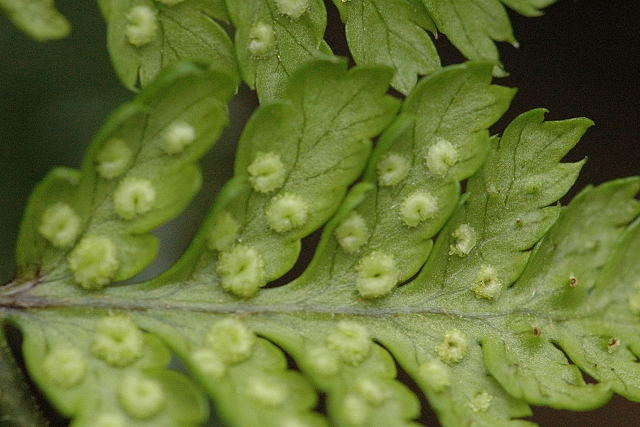
Sporenhoopjes (sori)